# Annalena Tonelli
Annalena Tonelli (Forlì, 2 de abril de 1943 - Boorama, Somalia, 5 de octubre de 2003) fue una misionera católica italiana. Trabajó durante 33 años en África, tratando enfermedades como la tuberculosis y el HIV, realizando campañas en contra de la mutilación de los genitales femeninos y en escuelas especiales para niños de diferentes capacidades. En junio de 2003, Annalena ganó el Premio Nansen, que es entregado anualmente por ANCUR, en reconocimiento al servicio que ella brindó a los refugiados.
Anna fue asesinada en su hospital por un somalí armado, perteneciente al AIAI.

## Biografía
Annalena Tonelli nació en 1943 en Forlí, Emilia Romagna, provincia de Italia. Se graduó en Leyes en la Universidad. Después de "seis años de servicio a gente pobre de los suburbios, chicos huérfanos, enfermos mentales o chicos abusados" de su ciudad, en 1969, la Annalena de 25 años viajó a África apoyando al Comité Contra el Hambre Mundial de Forlí, que ella había ayudado a que empezara.
Al principio, ella trabajó como una profesora de secundaria en Wajir, un región semi-desierta en el Noreste de Kenia, habitado por personas nómadas de origen somalí. El pésimo estado de salud de la comunidad local, llevó a Anna a estudiar medicina. Ella estaba calificada en Kenia para tratar la tuberculosis, en el Reino Unido para la Salud Pública, y en España para la lepra.
Ya en 1976, Annalena se hizo responsable en un proyecto piloto para tratar la tuberculosis en las personas nómadas. Entonces, Annalena invitó a los pacientes con tuberculosis al Centro de Rehabilitación para el Discapacitado, que ella, junto a otras voluntarias, estaba abriendo para tratar a enfermos de poliomielitis, ciegos, sordomudos y personas con otras discapacidades. Este enfoque garantizó que varios pacientes tomen el tratamiento, junto a una terapia de seis meses, que fue adoptada por la  Organización Mundial de la Salud (OMS).
En 1984, tras diversos enfrentamientos entre clanes, la armada de Kenia inició una campaña represiva contra los clanes somalíes en la zona de Wajir. La denuncia pública por parte de Annalena ayudó a detener los asesinatos. Arrestada y puesta frente a una corte marcial, se le dijo que el hecho de que haya escapado a dos emboscadas no era una garantía que sobreviviría a una tercera, y fue forzada a abandonar Kenia.
Annalena Tonelli viajó a Somalía, primero a Merca, y luego a Borama. Aquí, su trabajo incluyó: Un hospital de 250 camas, una Escuela de Educación Especial (con 263 estudiantes) para niños discapacitados (única escuela de estas características en todo Somalía), un programa para la erradicación de la mutilación genital femenina, cura y prevención del HIV Sida y auxilio a marginados, huérfanos y gente pobre.
En octubre del 2003, Annalena fue asesinada en el hospital contra la tuberculosis que ella había abierto en Borama, por un hombre armado, perteneciente al AIAI.
Dos semanas después del asesinato de Anna, Dick y Enid Eyeington, fueron asesinados en su departamento de la Escuela Secundaria de Auxilio Sheikh, en la región de Sheikh, por la misma célula terrorista. Los asesinos fueron arrestados en 2004, enjuiciados y condenados a muerte por una corte local.